# Doktor Who – seria 2 (1964–1965)
Drugi sezon wersji klasycznej brytyjskiego serialu science-fiction pt. Doktor Who rozpoczął się 31 października 1964 podczas premiery historii Planet of Giants, a zakończył się 24 lipca 1965 podczas finału historii The Time Meddler.
Odcinki „The Knight of Jaffa” oraz „The Warlords” z historii The Crusade uznaje się za zaginione i BBC nie posiada w swoich archiwach tych odcinków. Mimo to, drugi sezon jest najlepiej zachowanych sezonem serialu z lat 60. Dawniej, odcinki „The Watcher”, „A Battle of Wits” oraz „Checkmate” z historii The Time Meddler uznawano za zaginione, ale w 1984 zostały one odnalezione w archiwum telewizyjnym w Nigerii i obecnie historia ta w całości znajduje się w archiwum BBC.

## Obsada
William Hartnell kontynuował wcielanie się w rolę pierwszego Doktora, któremu towarzyszyli w dalszym ciągu jego wnuczka Susan Foreman (Carole Ann Ford) oraz jej szkolni nauczyciele: Ian Chesterton (William Russell) oraz Barbara Wright (Jacqueline Hill).
Susan zaprzestała podróżować z Doktorem w historii The Dalek Invasion of Earth i została zastąpiona przez Vicki (Maureen O’Brien) w historii The Rescue. W przedostatniej historii tego sezonu pt. The Chase z Doktorem przestają podróżować Ian i Barbara, a na ich miejsce Doktorowi zaczyna towarzyszyć Steven (Peter Purves).
W ostatniej historii sezonu, The Time Meddler pojawia się Peter Butterworth, który występuje jako przeciwnik Doktora tej samej rasy co on, przedstawiający się jako Mnich. Do tej roli powraca w następnym sezonie, w historii The Daleks' Master Plan.

## Historie i odcinki
| N/o | Tytuł historii inne tytuły              | Odcinki | Reżyseria                        | Scenariusz     | Uwagi                               | Premiera                                 | Kod |
| --- | --------------------------------------- | --- | -------------------------------- | -------------- | ----------------------------------- | ---------------------------------------- | --- |
| 009 | Planet of Giants                        | Planet of Giants Dangerous Journey Crisis                                                                                     | Mervyn Pinfield Douglas Camfield | Louis Marks    | 3 odcinki                           | 31 października 1964 – 14 listopada 1964 | J   |
| TARDIS ma awarię konsoli. Doktor stwierdza że na zewnątrz jest bezpiecznie. Po wyjściu Doktor, Ian, Barbara i Susan odkrywają, że trafili na Ziemię, ale TARDIS zmniejszył podróżników do miniaturowych rozmiarów. |                                         | |                                  |                |                                     |                                          |     |
| 010 | The Dalek Invasion of Earth World’s End | World's End The Daleks Day of Reckoning The End of Tomorrow The Waking Ally Flashpoint                                        | Richard Martin                   | Terry Nation   | 6 odcinków                          | 21 listopada 1964 – 26 grudnia 1964      | K   |
| Doktor i załoga TARDIS trafiają do Londynu w roku 2164, który okazuje się być zaśmiecony i zdewastowany. Okazuje się, że odpowiedzialni są za to Dalekowie, którzy masowo zaczęli przemieszczać się tam. Wkrótce okazuje się, że Dalekowie potajemnie zaczęli porywać ludzi i robić z nich niewolników. W międzyczasie Susan zakochuje się w Davidzie Campbellu, który staje się powodem końca jej podróży z Doktorem.                      |                                         | |                                  |                |                                     |                                          |     |
| 011 | The Rescue                              | The Powerful Enemy Desperate Measures                                                                                         | Christopher Barry                | David Whitaker | 2 odcinki                           | 2 stycznia 1965 – 9 stycznia 1965        | L   |
| Doktor, Ian i Barbara trafia na planetę Dido, gdzie spotykają zniszczony statek i dwóch ocalałych, Vicki oraz Benneta. Na planecie grasuje potwór, znany jako Koquillion. Z czasem potwór zostaje zdemaskowany jako Bennet. W końcu dwóch mieszkańców planety spycha go z urwiska doprowadzając do jego śmierci. Vicki z powodu braku rodziny oraz że załoga TARDISa jest świeżo po rozstaniu z Susan, zostaje towarzyszką podróży Doktora. |                                         | |                                  |                |                                     |                                          |     |
| 012 | The Romans                              | The Slave Traders All Roads Lead to Rome Conspiracy Inferno                                                                   | Christopher Barry                | Dennis Spooner | 4 odcinki                           | 16 stycznia 1965 – 6 lutego 1965         | M   |
| Załoga TARDISa trafia do okupowanej willi w Rzymie. Doktor i Vicki idą na spacer do miasta, podczas gdy Ian i Barbara zostają. Po pewnym czasie Ian i Barbara zostają porwani, a Barbara wzięta na okup. |                                         | |                                  |                |                                     |                                          |     |
| 013 | The Web Planet The Zarbi                | The Web Planet The Zarbi Escape to Danger Crater of Needles Invasion The Centre                                               | Richard Martin                   | Bill Strutton  | 6 odcinków                          | 13 lutego 1965 – 20 marca 1965           | N   |
| Doktor, Ian, Barbara i Vicki trafiają na planetę Vortis. Tam Barbara zostaje zahipnotyzowana przez mieszkańców planety, Zarbiów. |                                         | |                                  |                |                                     |                                          |     |
| 014 | The Crusade The Lionheart The Crusaders | The Lion The Knight of Jaffa The Wheel of Fortune The Warlords                                                                | Douglas Camfield                 | David Whitaker | 4 odcinki (odcinki 2 i 4 zaginione) | 27 marca 1965 – 17 kwietnia 1965         | P   |
| TARDIS materializuje się w XII wieku podczas trzeciej krucjaty w Palestynie. Tam, podczas walk, Barbara zostaje porwana przez Saracenów. |                                         | |                                  |                |                                     |                                          |     |
| 015 | The Space Museum                        | The Space Museum The Dimensions of Time The Search The Final Phase                                                            | Mervyn Pinfield                  | Glyn Jones     | 4 odcinki                           | 24 kwietnia 1965 – 15 maja 1965          | Q   |
| TARDIS ląduje w kosmicznym muzeum na planecie Xerox. Podczas wycieczki załoga odkrywa tarcze Daleków, a Ian zostaje zamrożony. |                                         | |                                  |                |                                     |                                          |     |
| 016 | The Chase                               | The Executioners The Death of Time Flight Through Eternity Journey into Terror The Death of Doctor Who The Planet of Decision | Richard Martin Douglas Camfield  | Terry Nation   | 6 odcinków                          | 22 maja 1965 – 26 czerwca 1965           | R   |
| Doktor, Barbara, Ian i Vicki odkrywają, że są śledzeni przez Daleków, więc próbują uciec. Na jednej z planet na której się zatrzymują, znajdują roboty oraz kosmicznego rozbitka, Stevena. Doktor postanawia przy użyciu robotów zamieszkujących planetę zniszczyć Daleków. Po wygranej walce, Barbara postanawia użyć narzędzi Daleków, by wraz z Ianem powrócić do swoich czasów.                                                         |                                         | |                                  |                |                                     |                                          |     |
| 017 | The Time Meddler                        | The Watcher The Meddling Monk A Battle of Wits Checkmate                                                                      | Douglas Camfield                 | Dennis Spooner | 4 odcinki                           | 3 lipca 1965 – 24 lipca 1965             | S   |
| Doktor, Vicki i Steven trafiają do roku 1066, gdzie spotykają Mnicha, przedstawiciela tej samej rasy i pochodzącego z tej samej planety co Doktor. |                                         | |                                  |                |                                     |                                          |     |

## Wersja na DVD
| Nazwa                                                 | Ilość i czas odcinków | Data premiery       | Data premiery       | Data premiery       |
| Nazwa                                                 | Ilość i czas odcinków | Region 2            | Region 4            | Region 1            |
| ----------------------------------------------------- | --------------------- | ------------------- | ------------------- | ------------------- |
| Planet of Giants                                      | 3 × 25 min.           | 20 sierpnia 2012    | 5 września 2012     | 11 września 2012    |
| The Dalek Invasion of Earth                           | 6 × 25 min.           | 9 czerwca 2003      | 13 sierpnia 2003    | 7 października 2003 |
| The Rescue/The Romans The Rescue The Romans           | 6 × 25 min.           | 23 lutego 2009      | 2 kwietnia 2009     | 7 lipca 2009        |
| The Web Planet                                        | 6 × 25 min.           | 3 października 2005 | 3 października 2005 | 5 września 2006     |
| The Space Museum/The Chase The Space Museum The Chase | 10 × 25 min.          | 1 marca 2010        | 6 maja 2010         | 6 lipca 2010        |
| The Time Meddler                                      | 4 × 25 min.           | 4 lutego 2008       | 2 kwietnia 2008     | 5 sierpnia 2008     |

## Beletryzacje
| Nazwa książki                              | Nazwa historii w serialu    | Autor          | Wydawnictwo          | Premiera         | Źródło        |
| ------------------------------------------ | --------------------------- | -------------- | -------------------- | ---------------- | ------------- |
| Planet of Giants                           | Planet of Giants            | Terrance Dicks | Target Books         | 18 stycznia 1990 | [ 50 ] [ 51 ] |
| Doctor Who and the Dalek Invasion of Earth | The Dalek Invasion of Earth | Terrance Dicks | Target Books         | 24 marca 1977    | [ 52 ] [ 53 ] |
| The Rescue                                 | The Rescue                  | Ian Marter     | Target Books         | 21 stycznia 1988 | [ 54 ] [ 55 ] |
| The Romans                                 | The Romans                  | Donald Cotton  | Target Books         | 19 września 1987 | [ 56 ]        |
| Doctor Who and the Zarbi                   | The Web Planet              | Bill Strutton  | Frederick Muller Ltd | 16 września 1965 | [ 57 ]        |
| Doctor Who and the Zarbi                   | The Web Planet              | Bill Strutton  | Target Books         | 2 maja 1973      | [ 58 ] [ 59 ] |
| Doctor Who and the Crusaders               | The Crusade                 | David Whitaker | Frederick Muller Ltd | 1965             | [ 60 ]        |
| Doctor Who and the Crusaders               | The Crusade                 | David Whitaker | Target Books         | 2 maja 1973      | [ 61 ] [ 62 ] |
| The Space Museum                           | The Space Museum            | Glyn Jones     | Target Books         | 18 czerwca 1987  | [ 63 ]        |
| The Chase                                  | The Chase                   | John Peel      | Target Books         | 20 lipca 1989    | [ 64 ]        |
| The Time Meddler                           | The Time Meddler            | Nigel Robinson | Target Books         | 17 marca 1988    | [ 65 ]        |